# Черретто-Ланге
Черретто-Ланге, Черретто-Ланґе (італ. Cerretto Langhe, п'єм. Srèj) — муніципалітет в Італії, у регіоні П'ємонт,  провінція Кунео.
Черретто-Ланге розташоване на відстані близько 470 км на північний захід від Рима, 65 км на південний схід від Турина, 50 км на північний схід від Кунео.
Населення — 441 особа (2014).
Щорічний фестиваль відбувається 14 вересня. Покровитель — Esaltazione della Santa Croce.

## Демографія
Населення за роками:

Станом на 1 січня 2023 року в муніципалітеті офіційно проживало 37 іноземців з 12 країн, серед них 22 громадяни країн Євросоюзу та 3 громадяни України.

## Сусідні муніципалітети
- Альбаретто-делла-Торре
- Аргуелло
- Краванцана
- Фейзольйо
- Роддіно
- Серравалле-Ланге
- Сініо